# Serratia
A Serratia baktériumnemzetség az Enterobacteriaceae családba tartozik. Gram-negatív pálcák, mozgásra képesek, peritrich csillózattal rendelkeznek. Gyakori fajok, természetes környezetekben mindenfelé megtalálhatók. Szaprofiták, opportunista patogének. Fakultatív anaerob élőlények. Jellegzetes pigmentjük a vörös prodigiozin, mely vízben nem oldódik.

## Ismertebb fajaik
- S. marcescens
- S. liquefaciens